# Dom van Gurk
De Dom van Gurk (Dom zu Gurk) staat in de Karinthische plaats Gurk in Oostenrijk. 
De domkerk betreft een tussen 1140 en 1200 in romaanse stijl gebouwde pijlerbasiliek en behoort wegens de relatief geringe veranderingen tot de belangrijkste romaanse bouwwerken van Europa. De kerk bezit  een dubbel torenfront, een galerij, een crypte en drie apsissen. De door 100 zuilen gedragen crypte is het oudste deel van de kerk. In het wijdingsjaar 1174 werd hier het graf van de heilige Emma (Gemma of Hemma) van Gurk ondergebracht.
De huidige parochie- en voormalige domkerk Maria-Tenhemelopneming ligt aan de oostelijke rand van Gurk en is in dit weinig bebouwde dal van de Gurk met de 60 meter hoge torens van verre te herkennen. Aan de dom sluit zich het stift Gurk aan, waarin tot 1792 het domkapittel en daarna met onderbrekingen verschillende ordes werden gehuisvest.

## Geschiedenis

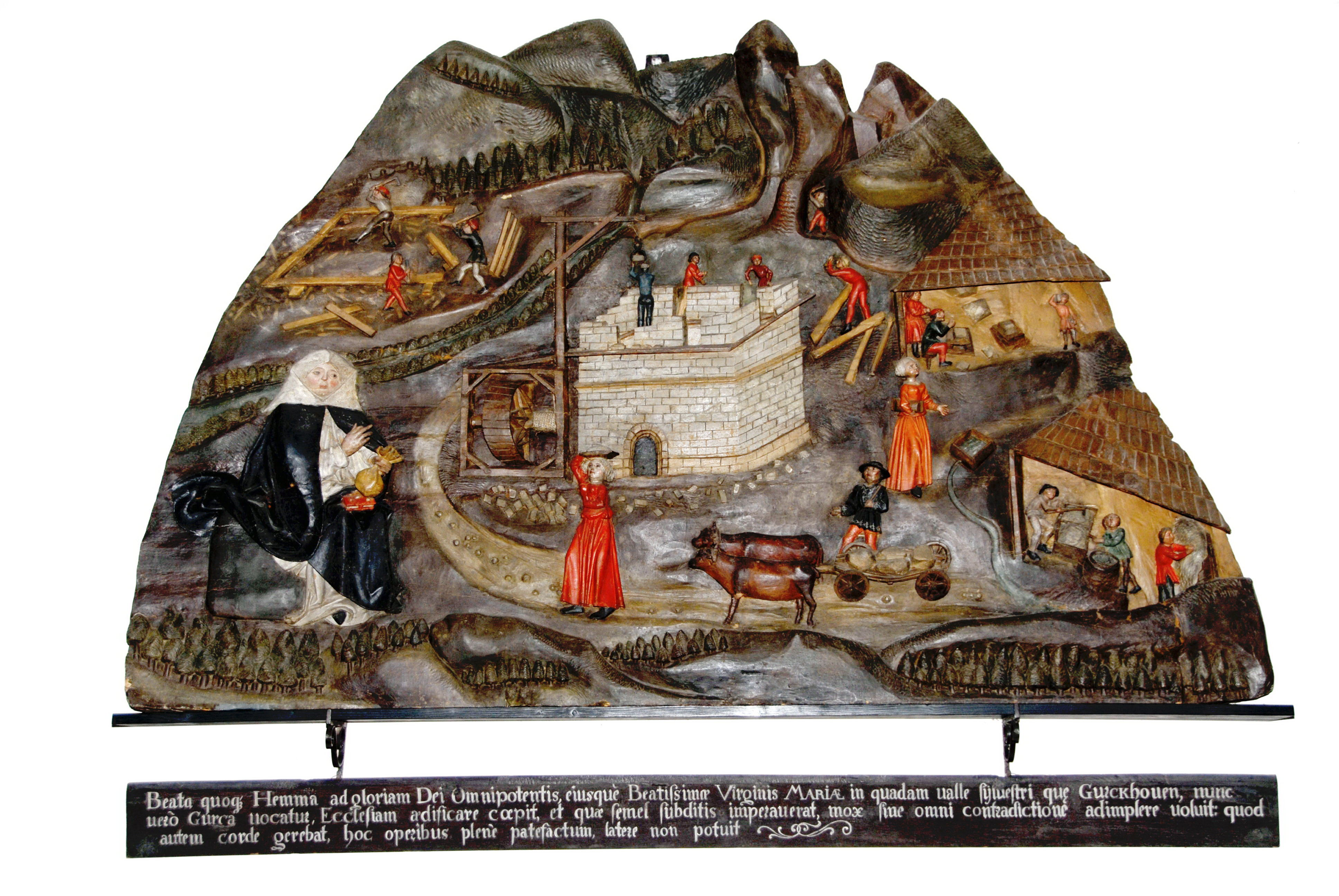
Gemma van Gurk houdt toezicht bij de bouw van de dom

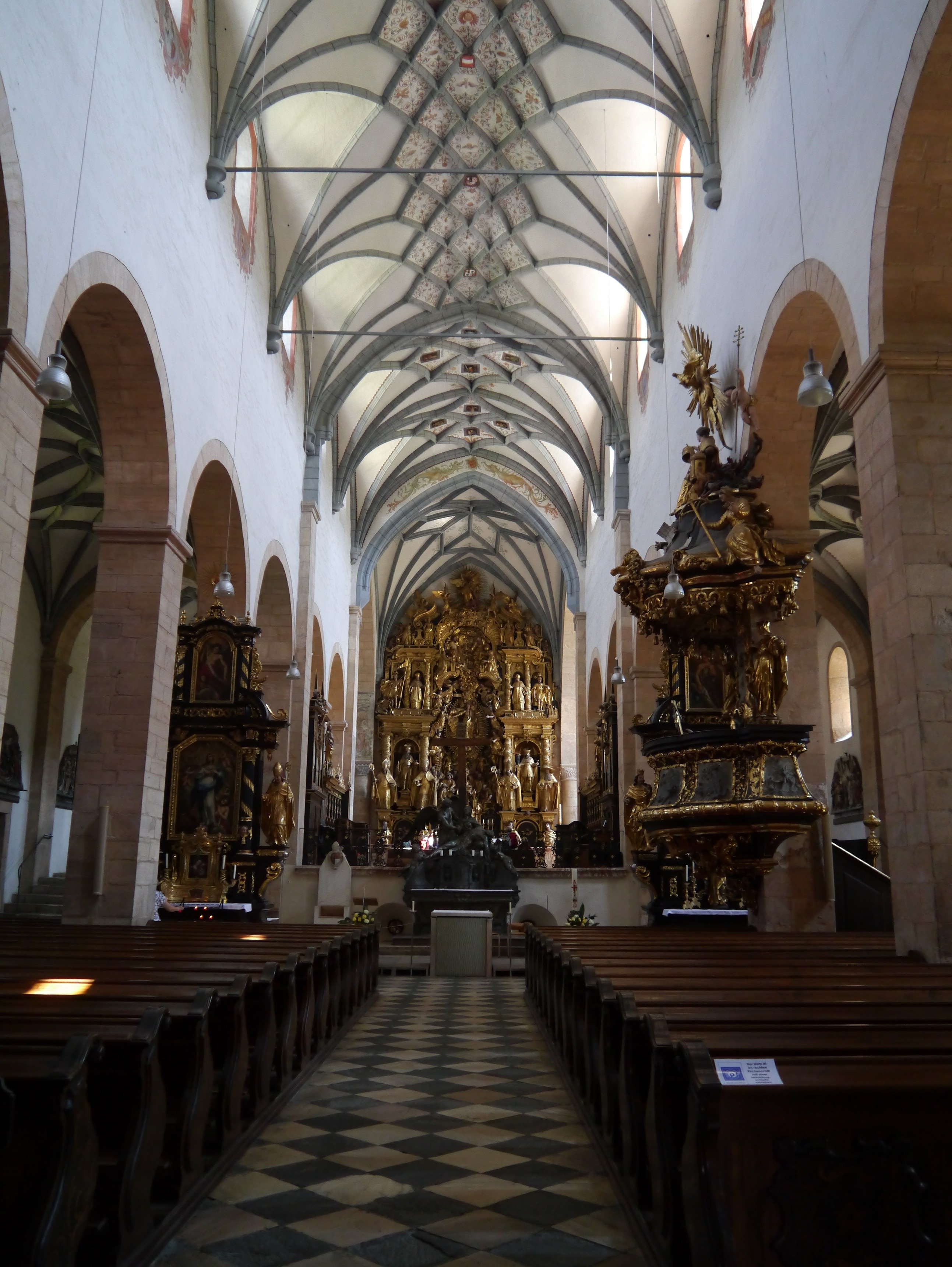
Interieur

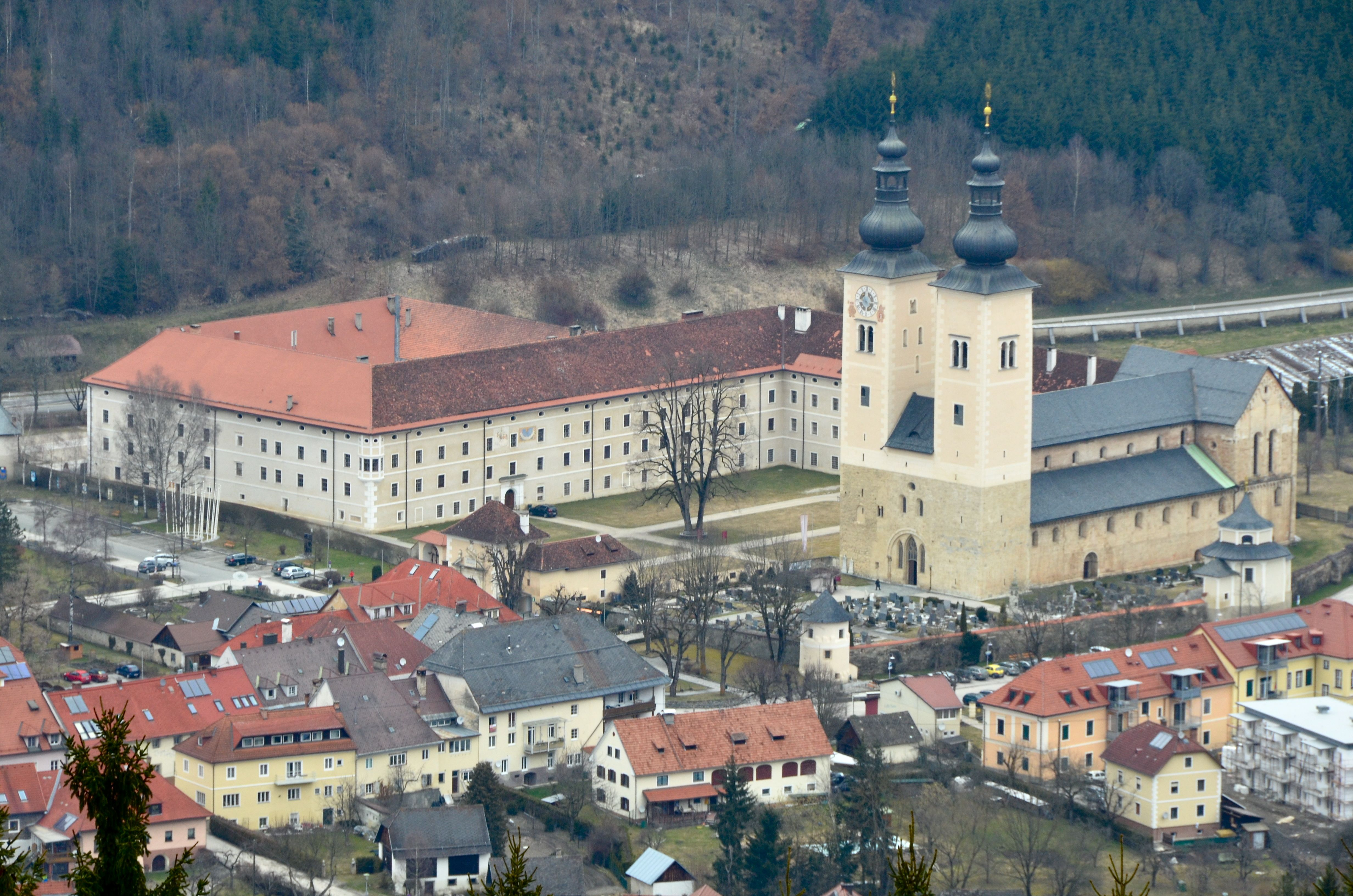
Dom en stift

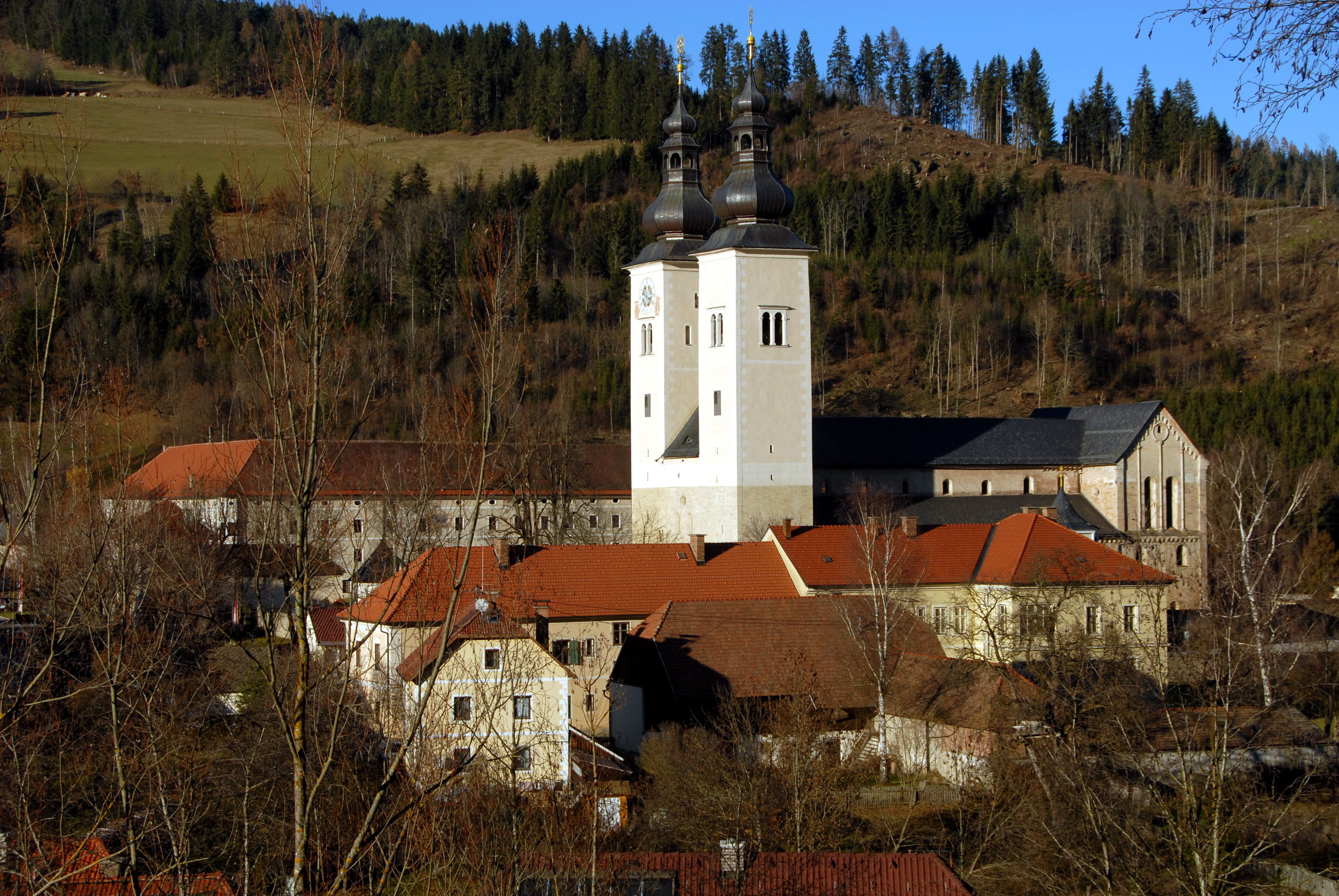
De domkerk vanuit het zuidwesten

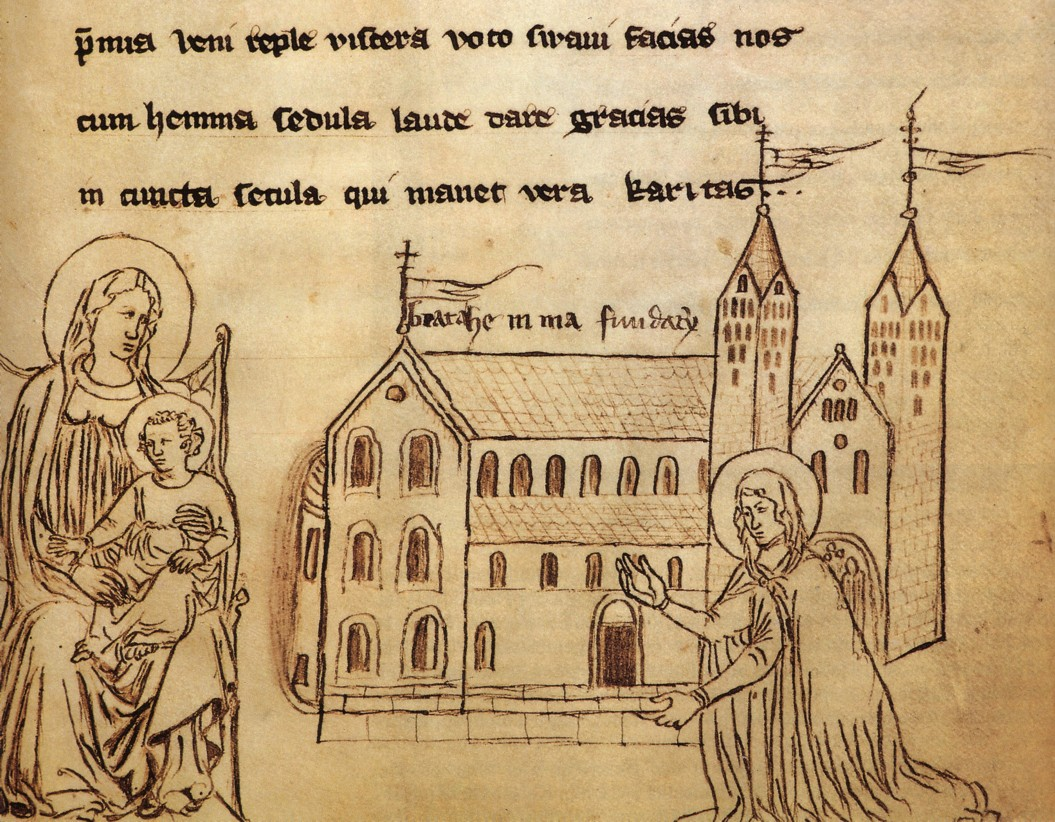
14e-eeuwse afbeelding van Gemma die de domkerk van Gurk wijdt aan de Heilige Maagd

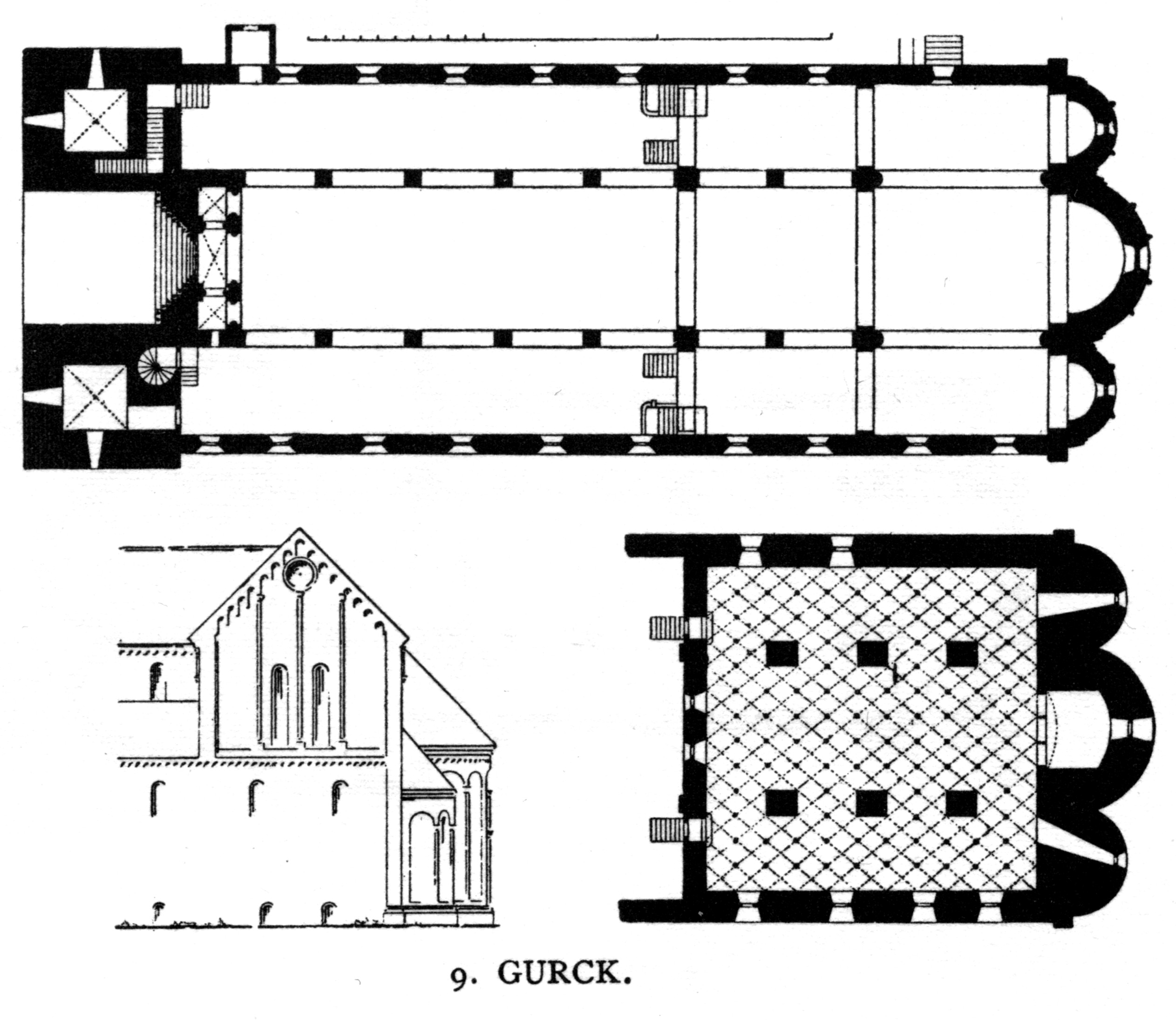
Plattegrond van de dom (boven) en crypte (rechtsonder)

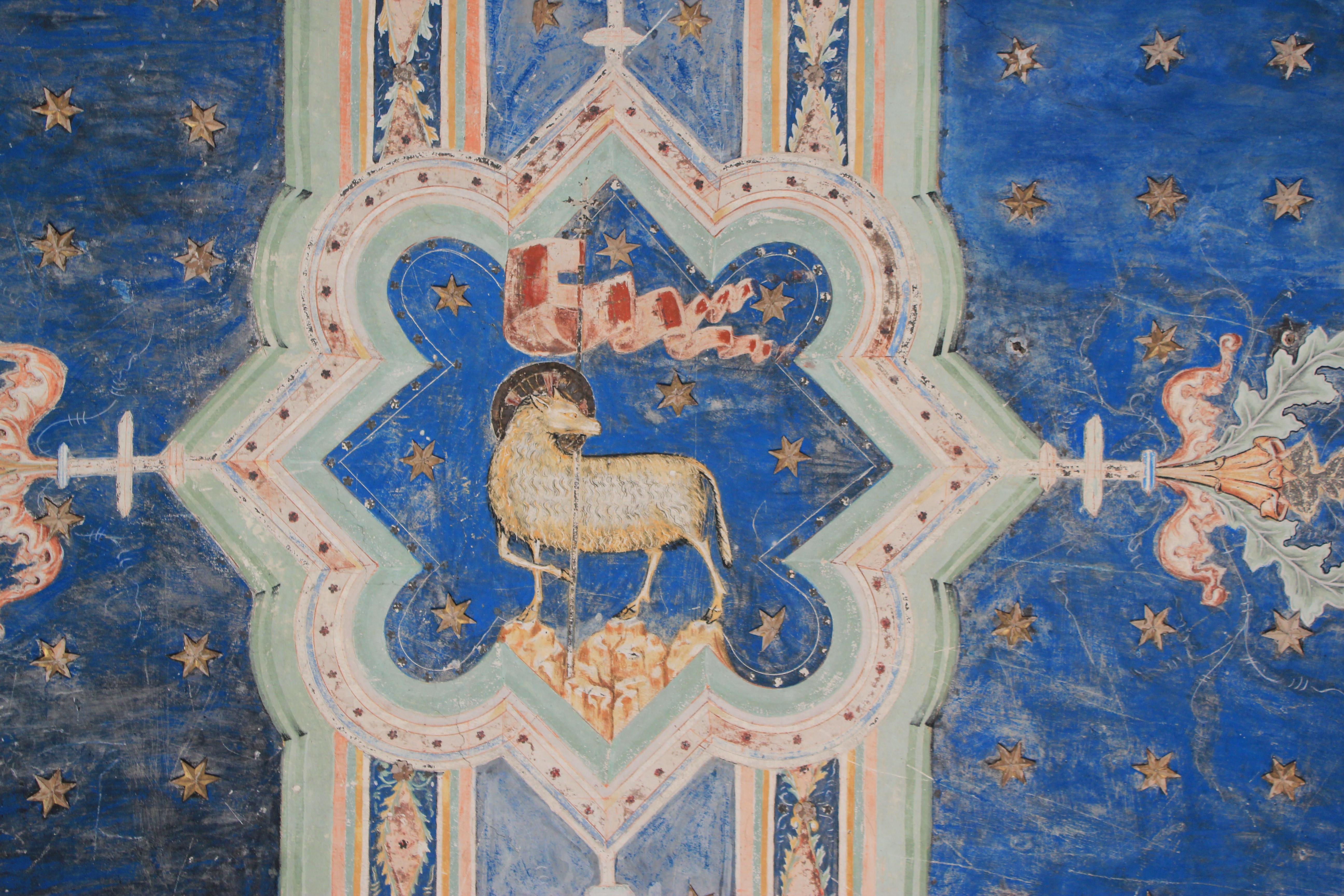
Fresco Lam Gods voorhal

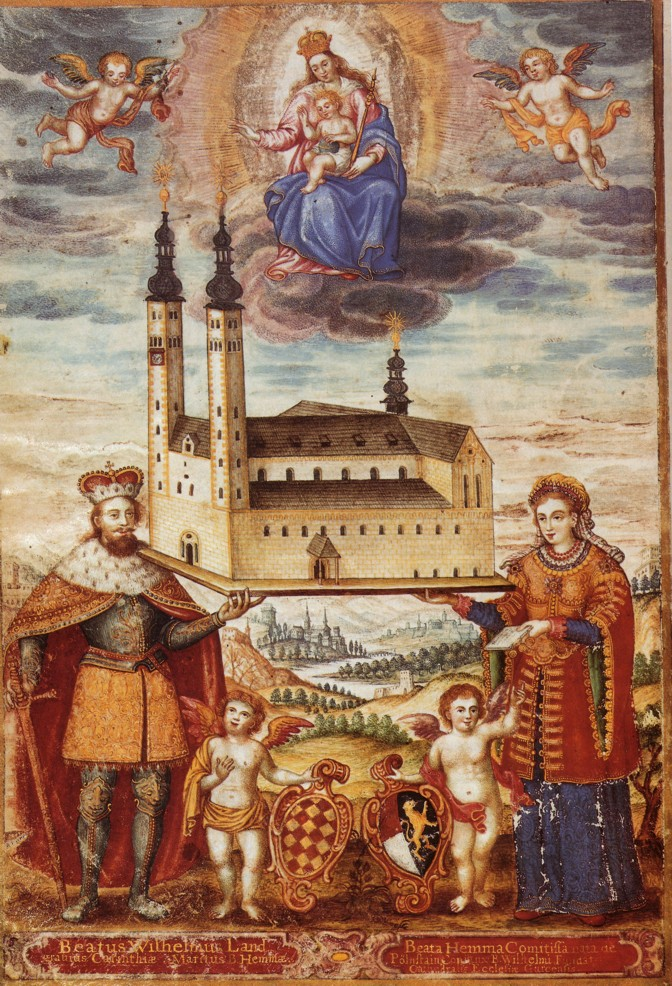
Gemma van Gurk en haar man Wilhelm met een model van de domkerk

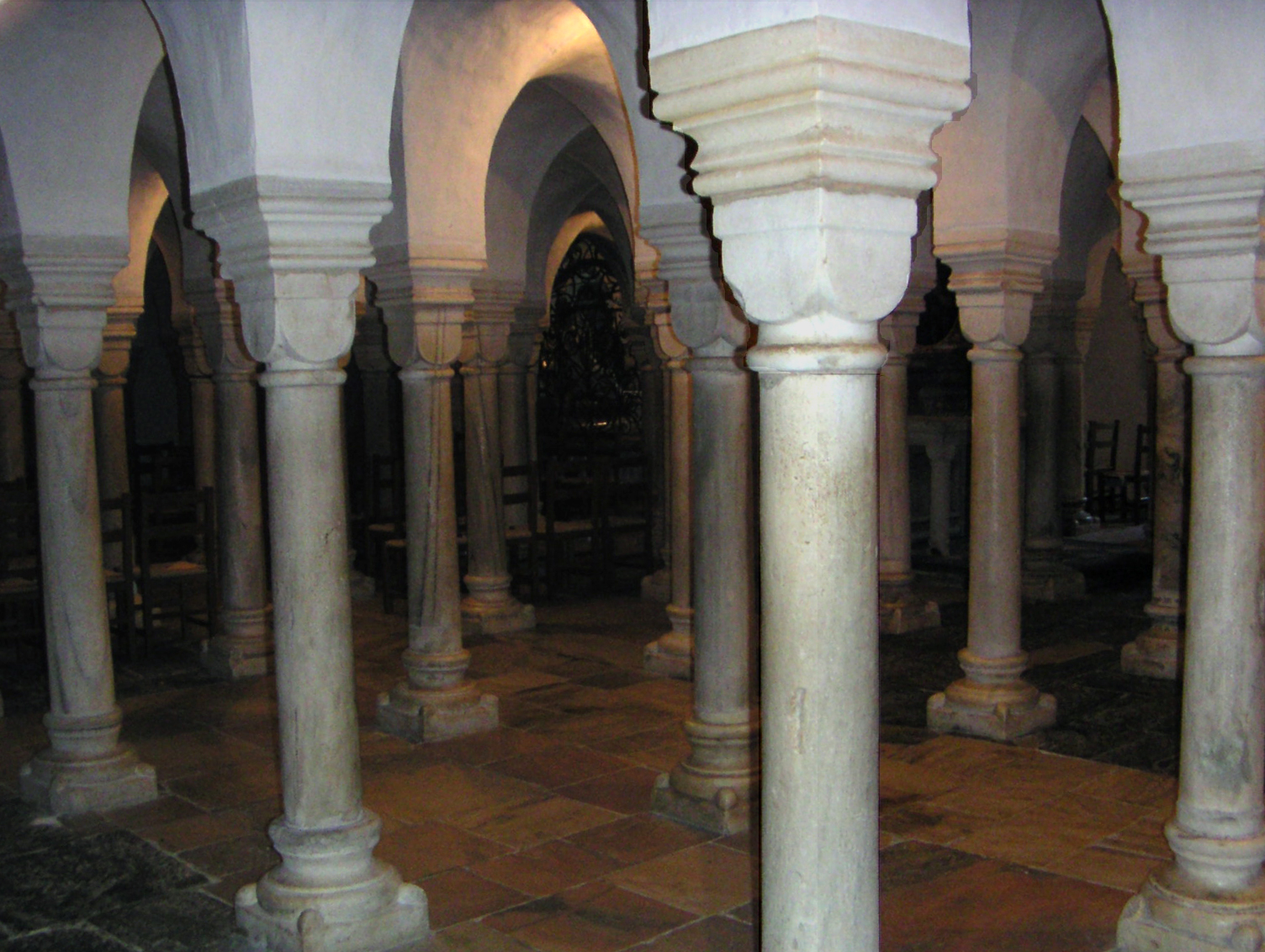
De crypte, het oudste deel van de kerk

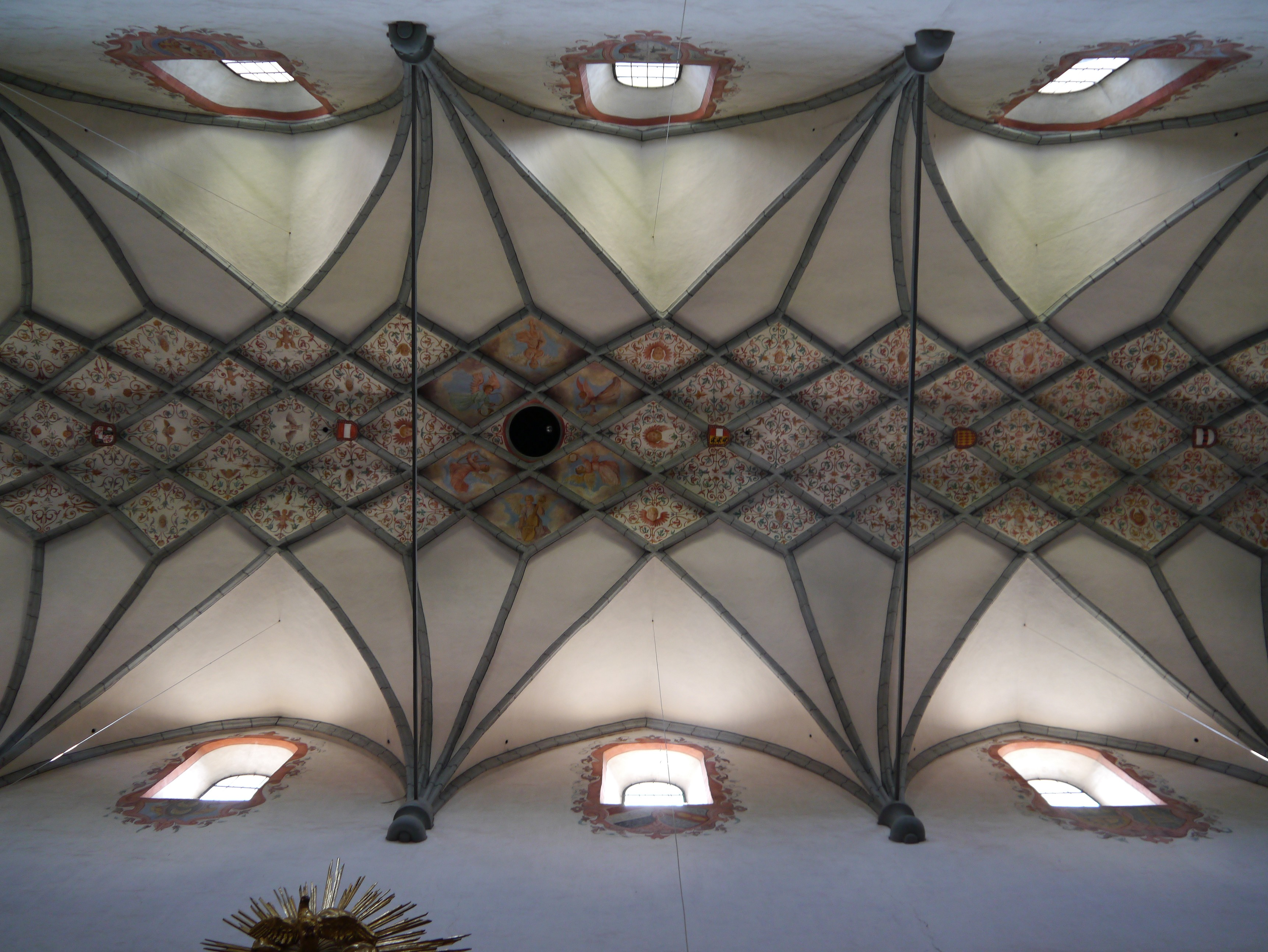
Netribgewelf

#### Voorgeschiedenis
In de voorchristelijke tijd stond op de plaats van de domkerk een tempel voor de vruchtbaarheidsgodin Epona. In de zuidwestelijke pijler van het middenschip bevindt zich een steen met haar ingebeitelde naam. Vermoedelijk werden er in de Romeinse tijd hier ook Romeinse goden vereerd. Bij opgravingen vond met in 1926 een fragment van een altaar.  
De later heilig verklaarde Emma van Gurk liet in Gurk de Johanneskerk bouwen en stichtte in hetzelfde jaar nog een nonnenklooster met een Mariakerk. Het vrouwenklooster werd al in 1070 opgeheven, nadat aartsbisschop Gebhard van paus Alexander II toestemming kreeg om in Karinthië een bisdom te stichten. Het met het klooster verbonden bezit kwam zo in het bezit van het aartsbisdom Salzburg en twee jaar later richtte de aartsbisschop het suffragaan bisdom Gurk op. Als eerste bisschop werd Günther van Krappfeld gewijd.
Een eerste vermelding van Gurk als parochie dateert uit 1162. De parochiekerk was de in opdracht van Gemma gebouwde Johanneskerk. Deze zaalkerk met een rechthoekig koor, een rond apsis en een kleine dakruiter werd omgeven door een kerkhof, dat in 1842 werd geruimd. De kerk zelf werd in 1892 gesloopt.

#### Geschiedenis huidige domkerk
In het jaar 1140 werd onder bisschop Roman I (1131–1167) met de bouw van de huidige domkerk begonnen. De vraag of de vroegere kloosterkerk op dezelfde plaats stond is tot op de dag van vandaag niet geklaard, maar waarschijnlijk lag ze ten westen van de nieuwbouw. Nog voor de voltooiing van de kerk werd het graf van de heilige Gemma verplaatst naar de in 1174 gereed gekomen crypte. Het hoogaltaar van de kerk werd in het jaar 1200 gewijd, de dom en de stiftsgebouwen volgden nog voor 1220. Het netribgewelf in het dwarsschip werd in 1446 ingebouwd, een sterribgewelf volgde rond 1500 in het koor en een netribgewelf in 1591 in het middenschip. De proost Vizdom (1617–1632) liet de romaanse stiftsgebouwen afbreken en het kapittelhuis bouwen. Eveneens liet hij de barokke altaren van de dom bouwen. De barokke bekroning van de torens werden in 1678 geplaatst. Een radicale verandering van de domkerk werd door proost Otto Kochler gepland. Hij liet het graf van Gemma verbouwen en het kruisaltaar en de kansel bouwen. De proost werd echter vanwege de grote schulden die hij maakte om zijn opdrachten te kunnen realiseren afgezet. Voortaan werkte hij  als timmerman aan de bouw van de kerk mee.
In 1788 verhuisde het domkapittel naar Klagenfurt, de domkerk werd een parochiekerk en cokathedraal. In de jaren 1924-1933 onderging het bouwwerk een grondige restauratie. Tijdens de Tweede Wereldoorlog ontsnapte het gebouw aan schade, slechts de zes klokken moesten worden afgegeven voor de oorlogsindustrie. In de jaren 1950 werd de barokke inrichting van de kerk gerenoveerd.
Op 25 juni 1988 bezocht paus Johannes Paulus II de domkerk van Gurk.

## Interieur
- De buitenste voorhal bezit een tongewelf en is vrijwel geheel bedekt met muurschilderingen uit 1340. Aan de zijmuren bevinden zich steeds vier rijen met Bijbelse scènes, waarvan de onderste rij niet meer geheel bewaard bleef. De noordelijke muur kent voorstellingen uit het Oude Testament en de zuidelijke muur en een deel van de westelijke muur 26 afbeeldingen uit het Nieuwe Testament. Het gewelf toont een sterrenhemel met in het midden het Lam Gods.
- Het hoogaltaar werd door de beeldhouwer Michael Hönel in de jaren 1625-1632 gebouwd en in 1654 door Johann Seitlinger verguld. Het heeft een hoogte van 16 meter en een breedte van bijna 9 meter en vult vrijwel de hele apsis. Het altaar bevat 72 beelden en 82 engelenhoofden. De mensa van het altaar stamt nog van het romaanse hoogaltaar.
- De beide zijaltaren in de zijapsissen zijn eveneens werken van Michael Hönel. De schilderijen (1638) werden door de uit Gurk afkomstige schilder Johann Seitlinger vervaardigd. Het noordelijke zijaltaar toont de steniging van de heilige Stefanus, het zuidelijke de kruisiging van Petrus.
- De piëta van het Kruisaltaar voor de opgang naar het hoogkoor werd in 1740 als zijn laatste werk door Georg Raphael Donner gemaakt. Het altaar toont de bewening van Christus door Maria met ondersteunende engelen en werd uit 18 ton lood gegoten. Daarachter verrijst een houten kruis. Het rococo tabernakel van Donner's leerling Balthasar Moll werd in 1766 toegevoegd. Aan de mensa is een reliëf aangebracht van Christus in het graf. Zijdelings van het Kruisaltaar staat sinds 1995 een bisschopstroon van wit Italiaans marmer.
- De twee pijleraltaren (1670) rechts en links van het Kruisaltaar tonen het schilderij van de Moeder Gods en de beelden van de heiligen Patricius en Thomas Becket (links) en het schilderij van de heilige Augustinus met de beelden van de heiligen Oswald en Sigismund (rechts).
- De kansel uit 1740-1741 toont duidelijk het programma van de contrareformatie. In de top bevindt zich het symbool van de Heilige Geest. Op  het klankbord zitten de allegorieën van de kerk, het geloof en de hoop, een engel draagt een tiara, terwijl een tweede de satan en een kettergeschriften spuwende slang met het kruislans treft. Een als predikant geklede man met een witte halskraag stort in de diepte. Aan de rand van het klankbord zijn diverse reliëfs aangebracht van Georg Raphael Donner met diverse Bijbelse voorstellingen. Aan de kansel is een loden reliëf van de Goede Herder aangebracht.
- De orgelgalerij werd in 1730 gebouwd, waarvoor destijds de apsis van de bisschopskapel moest wijken. De classicistische orgelkas werd in 1779 gebouwd.

## Overzicht kerkklokken
| Nr. | Naam              | Gietjaar | Gieter, gietplaats                   | Gewicht (kg) | Doorsnee (mm) | Slagtoon HT1//8 |
| 1   | Stürmerin (Maria) | 1958     | Klokkengieterij Grassmayr, Innsbruck | 2.727        | 1.630         | h0 −2           |
| 2   | Hemma             | 1958     | Klokkengieterij Grassmayr, Innsbruck | 1.513        | 1.360         | d1 −2           |
| 3   | Peter und Paul    | 1958     | Klokkengieterij Grassmayr, Innsbruck | 1.138        | 1.240         | e1 −2           |
| 4   | Augustinus        | 1958     | Klokkengieterij Grassmayr, Innsbruck | 643          | 1.020         | g1 −2           |
| 5   | Josef             | 1958     | Klokkengieterij Grassmayr, Innsbruck | 300          | 820           | h1 −2           |
| 6   | Magdalena         | 1958     | Klokkengieterij Grassmayr, Innsbruck | 173          | 680           | d2 −2           |

## Bisschopskapel
De Bisschopskapel bevindt zich in de westelijke galerij tussen de beide torens. Ze werd gebouwd onder bisschop Walther (1200-1213). Na een brand werd de kapel tot 1264 herbouwd en met romano-gotische fresco's voorzien.

## Crypte
De crypte onder het koor en transept werd in 1174 als eerste deel van de dom voltooid. Ze behoort tot de grootste crypten in het Duitstalige gebied en meet ongeveer 20 bij 20 meter. De ruimte wordt door 100 zuilen ondersteund en bezit een kruisgraatgewelf. Aan de zuidoostelijke pijler bevindt zich het graf van de heilige Gemma binnen een fraai smeedijzeren hek. De gewelven zijn hier fraai versierd met fijn stucwerk. Het graf wordt door een altaartafel van rood marmer omgeven waarop zich een beeldreliëf van het overlijden van Gemma bevindt. In een hoek van de crypte bevindt zcih de Gemmasteen (Hemma-stein). Volgens de legende zou Gemma op deze steen hebben gezeten toen zij toezicht hield op de bouw van de domkerk. Tot de 17e eeuw stond deze steen voor de dom en men zegt dat een wens wordt vervuld wanneer men deze doet terwijl men op de steen zit.

## Afbeeldingen

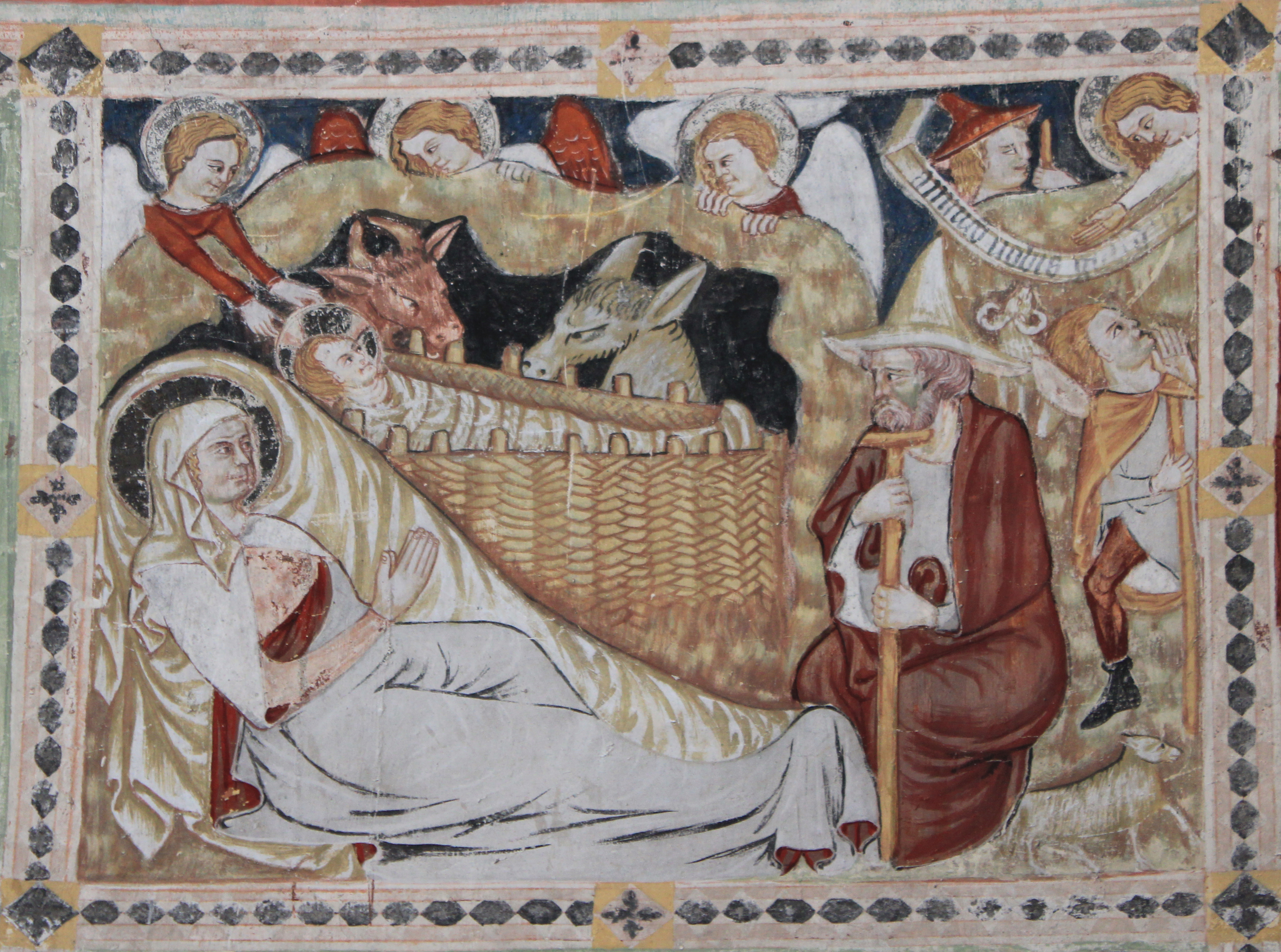
Detail fresco voorhal
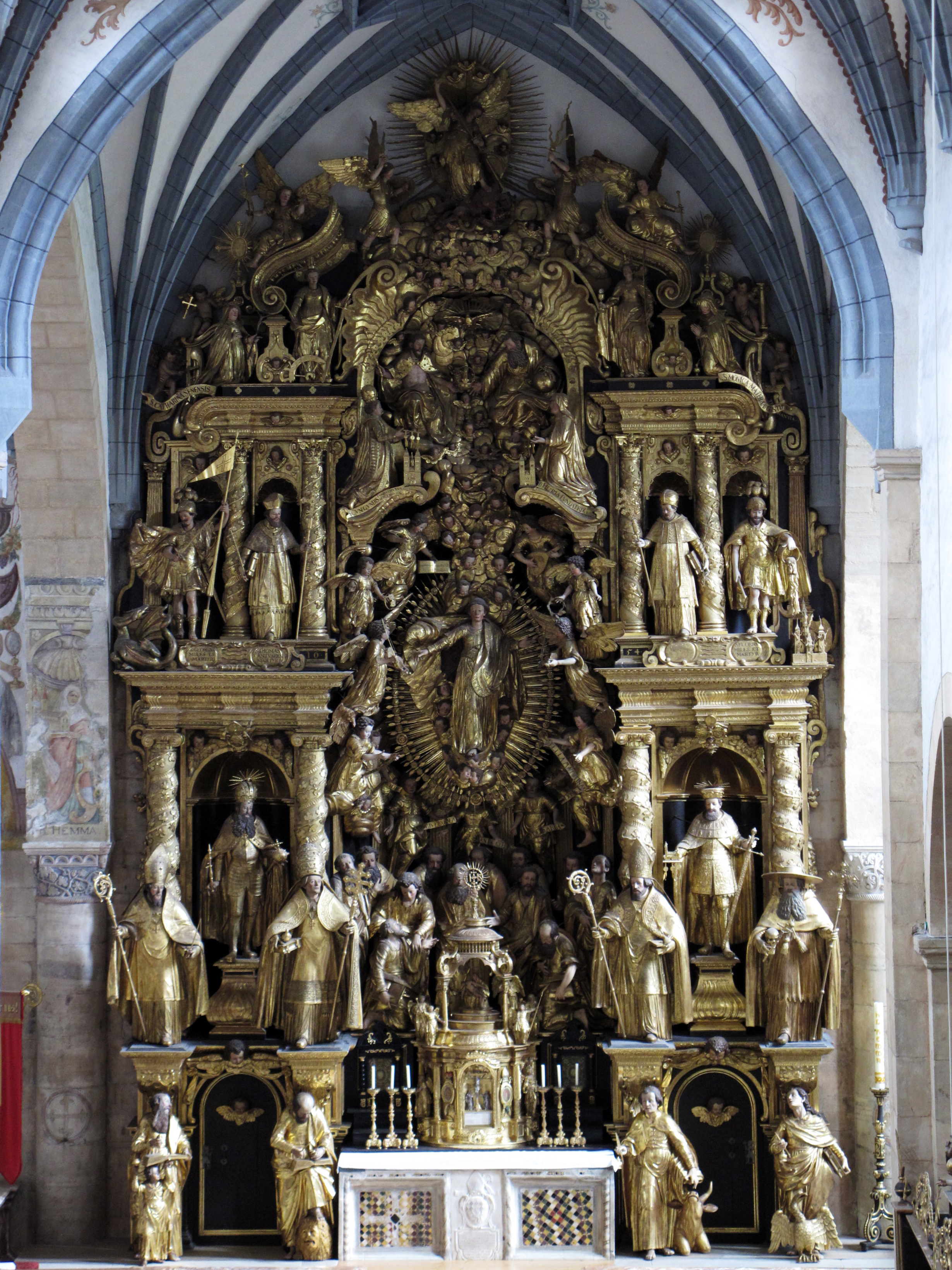
Hoofdaltaar
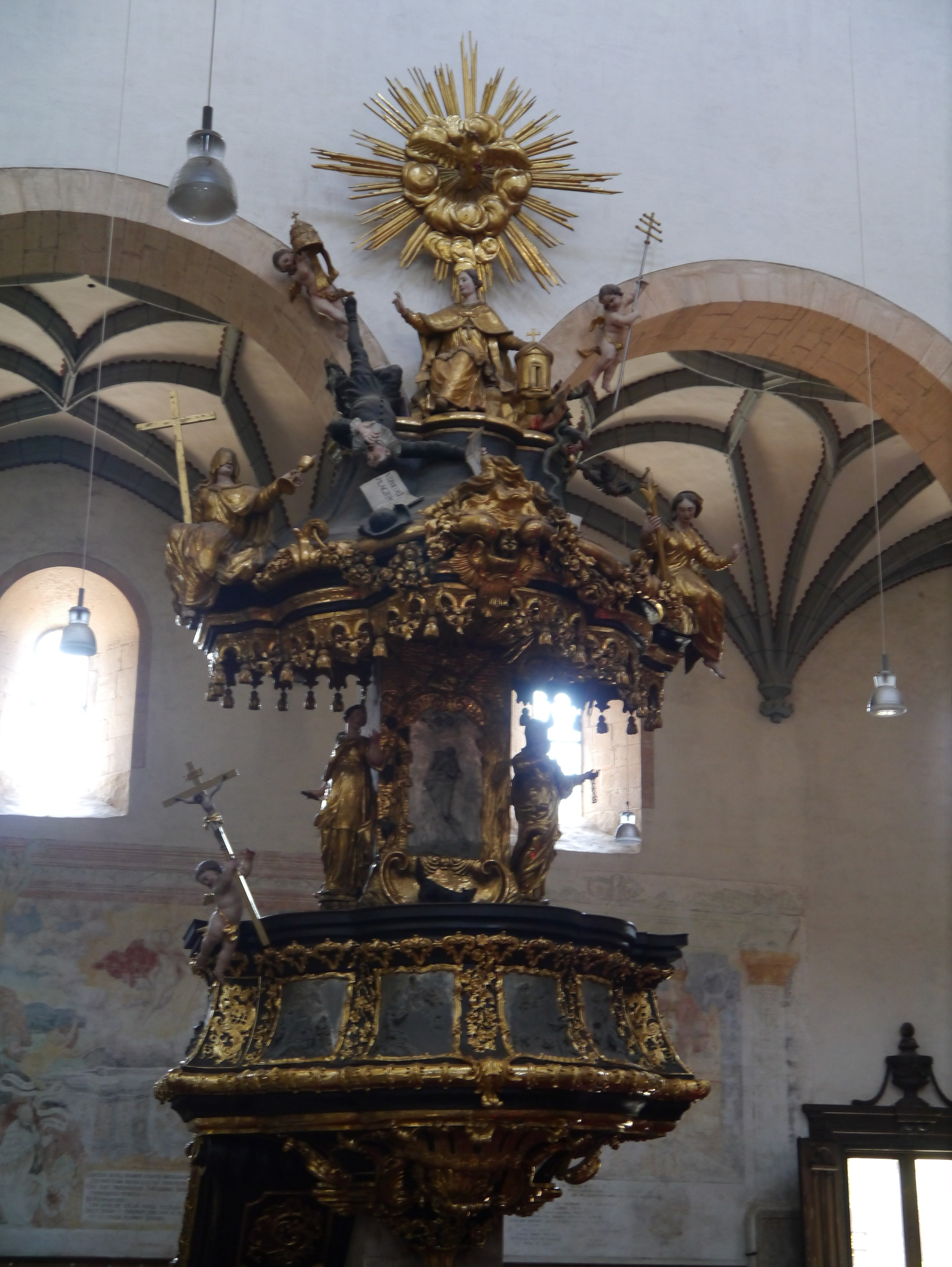
Kansel
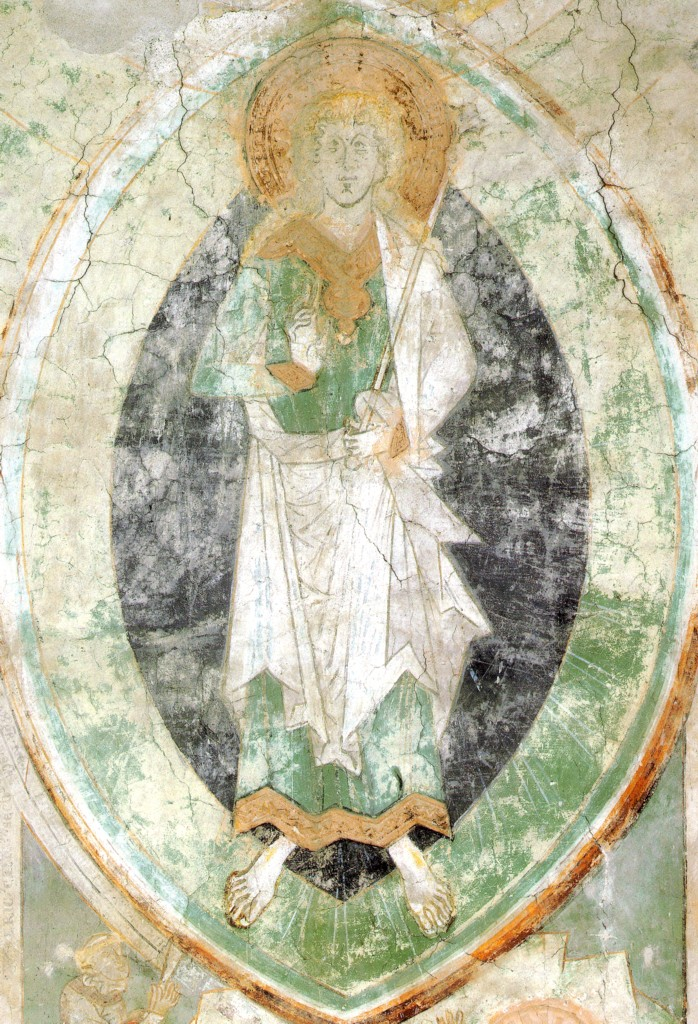
Fresco Openbaring van de Heer
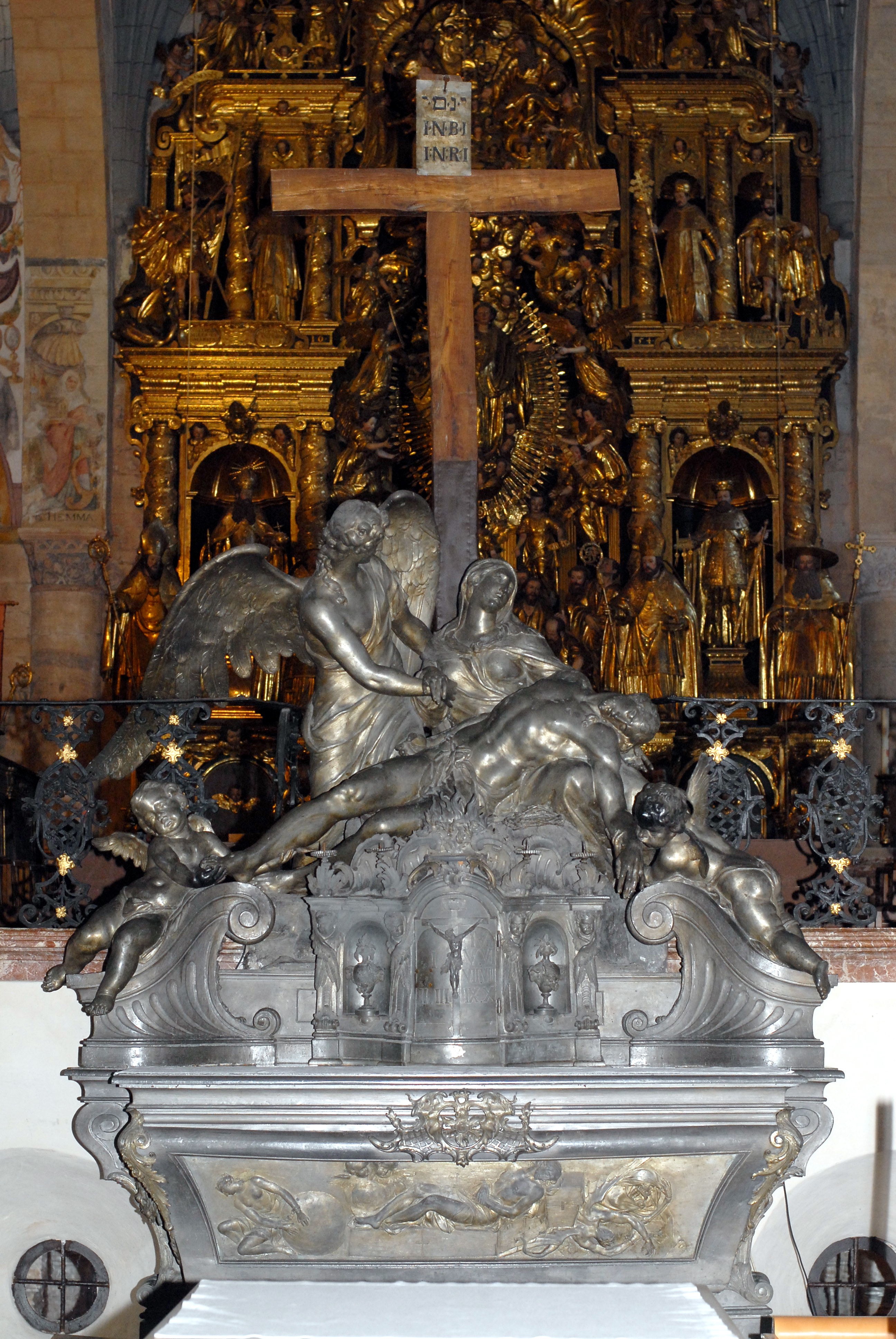
Kruisaltaar
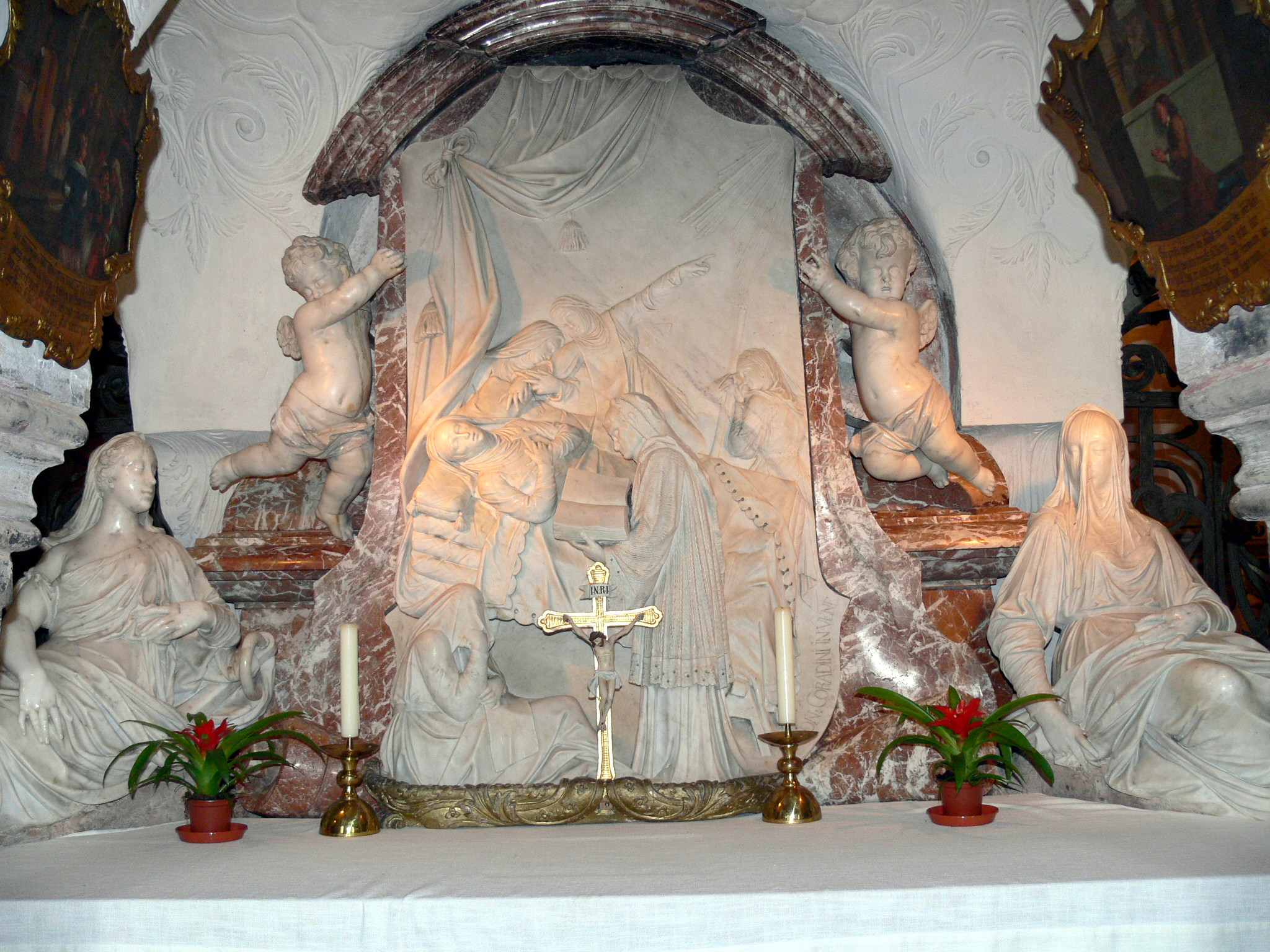
Grafmonument Gemma van Gurk in de crypte
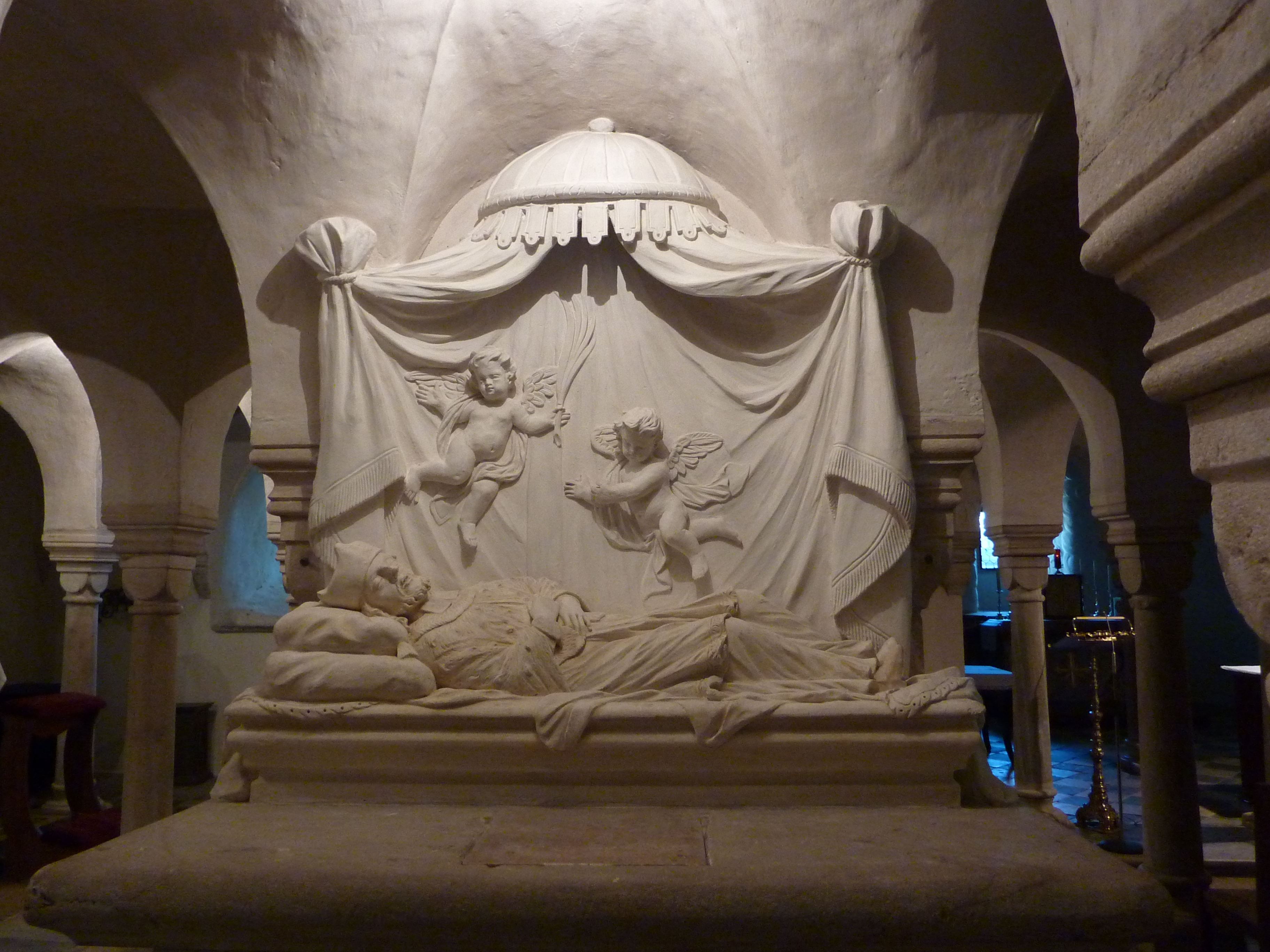
Altaar met liggend beeld van Johannes van Nepomuk (crypte)